# Laguna de San Pedro
Laguna de San Pedro är en ort i Mexiko.   Den ligger i kommunen Navolato och delstaten Sinaloa, i den västra delen av landet, 1 100 km nordväst om huvudstaden Mexico City. Laguna de San Pedro ligger 21 meter över havet och antalet invånare är 433.
Terrängen runt Laguna de San Pedro är mycket platt. Runt Laguna de San Pedro är det ganska tätbefolkat, med 155 invånare per kvadratkilometer. Närmaste större samhälle är Navolato, 11,0 km väster om Laguna de San Pedro. Trakten runt Laguna de San Pedro består till största delen av jordbruksmark.